# Micaria gertschi
Micaria gertschi är en spindelart som beskrevs av Barrows och Ivie 1942. Micaria gertschi ingår i släktet Micaria och familjen plattbuksspindlar. Inga underarter finns listade i Catalogue of Life.